# Śmiardowo
Śmiardowo (deutsch Schmirdtkeim) ist ein Ort in der polnischen Woiwodschaft Ermland-Masuren. Er gehört zur Gmina Sępopol (Stadt- und Landgemeinde Schippenbeil) im Powiat Bartoszycki (Kreis Bartenstein).

## Geographische Lage
Śmiardowo liegt in der nördlichen Mitte der Woiwodschaft Ermland-Masuren, 16 Kilometer südöstlich der Kreisstadt Bartoszyce (deutsch Bartenstein).

## Geschichte
Der vor 1820 Schmirtkeim genannte Gutsort wurde als Gutsbezirk im Jahre 1874 in den Amtsbezirk Wöterkeim (polnisch Wiatrowiec) im ostpreußischen Kreis Friedland (er wurde 1927 in „Kreis Bartenstein“ umbenannt) aufgenommen. Schmirdtkeim zählte im Jahre 1910 insgesamt 113 Einwohner.
Am 30. September 1928 schlossen sich die Gutsbezirke Kinnwangen (polnisch Kinwągi), Schmirdtkeim und Paßlack (polnisch Pasławki) zur neuen Landgemeinde Paßlack, jetzt aber im Amtsbezirk Beyditten (polnisch Bajdyty) zusammen. Sie wurde nach Auflösung des Amtsbezirks Beyditten am 1. September 1931 in den Amtsbezirk Rosenort (polnisch Różyna) umgegliedert.
Mit der Überstellung des gesamten südlichen Ostpreußen an Polen in Kriegsfolge im Jahre 1945 erhielt Schmirdtkeim die polnische Namensform „Śmiardowo“. Heute ist das Dorf ein Teil der Stadt- und Landgemeinde Sępopol (Schippenbeil) im Powiat Bartoszycki (Kreis Bartenstein), von 1975 bis 1998 der Woiwodschaft Olsztyn, seither der Woiwodschaft Ermland-Masuren zugehörig. Im Jahre 2021 zählte Śmiardowo 141 Einwohner.

## Kirche
Bis 1945 war Schmirdtkeim in die evangelische Kirche Schippenbeil (polnisch Sępopol) in der Kirchenprovinz Ostpreußen der Kirche der Altpreußischen Union, außerdem in die römisch-katholische Kirche St. Bruno in Bartenstein im damaligen Bistum Ermland eingepfarrt.
Heute gehört Śmiardowo katholischerseits zur Pfarrei in Sokolica (Falkenau) im jetzigen Erzbistum Ermland bzw. evangelischerseits zur Kirche in Bartoszyce, einer Filialkirche von Kętrzyn (Rastenburg) in der Diözese Masuren der Evangelisch-Augsburgischen Kirche in Polen.

## Verkehr
Śmiardowo liegt an einer Straße, die Studzieniec (Wormen) mit Sporwiny (Sporwienen) verbindet. Von der Stadt Sępopol aus führt eine Straße über Kinwągi (Kinnwangen) direkt nach Śmiardowo.
Über eine Bahnanbindung verfügt Śmiardowo nicht. Bis 1945 war Studzieniec (Wormen) die nächste Bahnstation. Sie lag an der Strecke Königsberg (Preußen)–Prostken, deren Abschnitt von der polnisch-russischen Staatsgrenze bis Korsze (Korschen) seit 2002 nicht mehr befahren wird.